# Dorisiana bicolor
Espèce
Dorisiana bicolor est une espèce d'insectes hémiptères de la famille des Cicadidae (cigales), de la sous-famille des Cicadinae, de la tribu des Fidicinini et du genre Dorisiana.

## Dénomination
- Décrite par l'entomologiste Guillaume-Antoine Olivier en 1790.

## Répartition et description
Espèce guyano-amazonienne de taille moyenne. Caractérisée par la couleur verte de l'avant-corps.

## Biologie
Elle est corticicole.